# Манго (растение)
Ма́нго, или мангифера (лат. Mangifera), — род двудольных растений семейства Анакардиевые (Сумаховые). Один из видов этого рода — Манго индийское (Mangifera indica) — важная плодовая культура.

## Распространение
Естественный ареал рода охватывает тропики Азии — от Индии на западе до Малайского архипелага и Соломоновых островов на востоке. Наибольшее число видов — на западе Малезии.
Манго индийское, ныне культивируемое почти во всех тропических странах, первоначально произрастало во влажных тропических лесах на приграничной территории индийского штата Ассам и государства Мьянма.

## Биологическое описание
Вечнозелёные древесные растения высотой 25—30 м, иногда выше. Корневая система двухъярусная: помимо поверхностных корней, имеются корни, проникающие до глубины 3—4 м. Крона шаровидная. Листья кожистые, ланцетные, свисающие, в молодом возрасте красноватые.

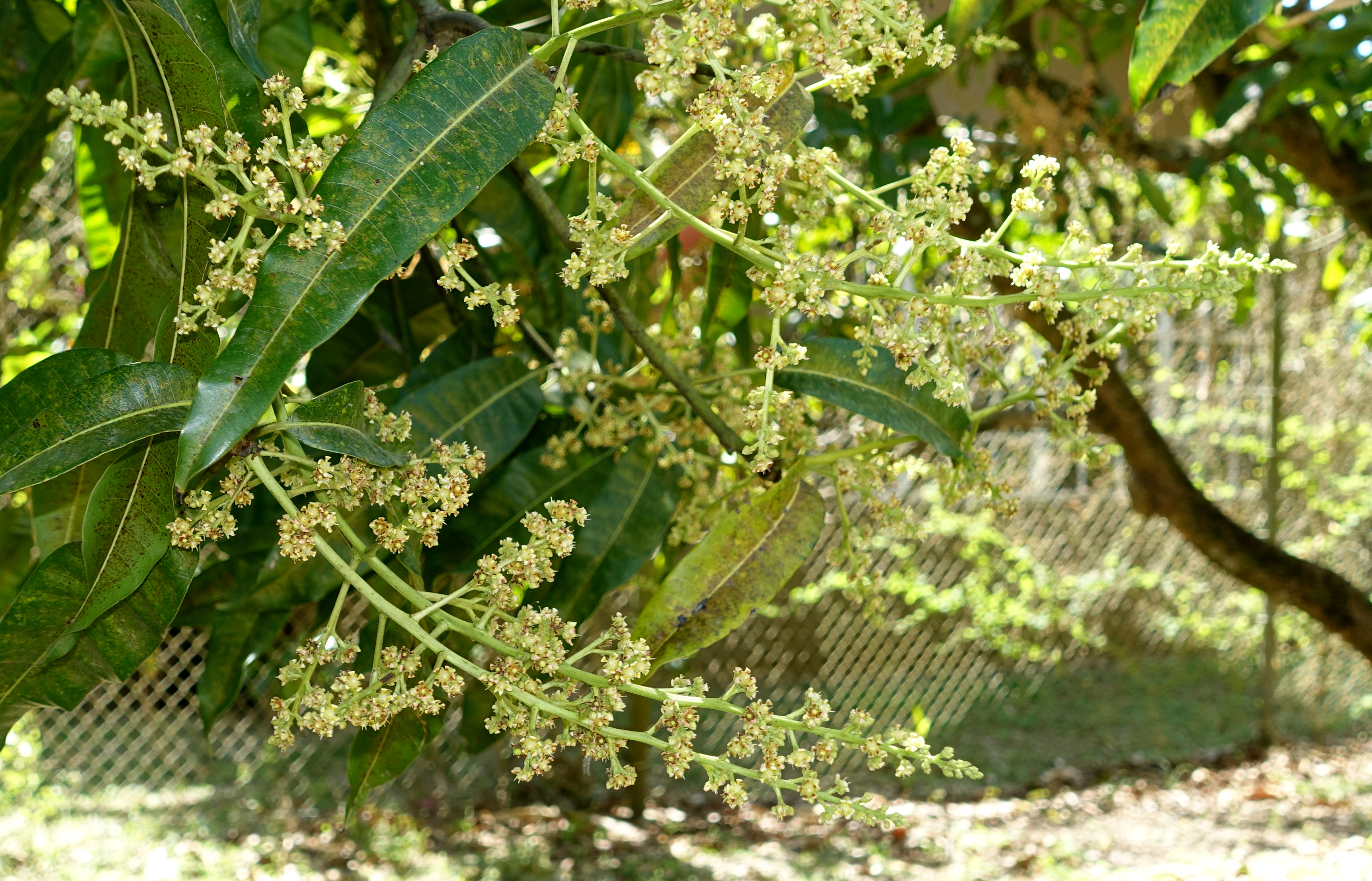
Соцветия манго душистого

Цветки мелкие, белой либо розовой окраски, могут быть мужскими либо обоеполыми; собраны в крупные метельчатые соцветия, расположенные на верхушках побегов. Длина одного соцветия может достигать 40 см, а число цветков в нём — четырёх тысяч штук, но число плодов по отношению к числу цветков очень невелико: в одном соцветии созревают всего один или два плода. Плод — округлая либо вытянутая костянка массой от 50 до 800 г с мягкой и сочной мякотью. Мякоть у диких растений волокнистая, у культиваров обычно без волокон.

## Использование
Важной плодовой культурой является вид Манго индийское (Mangifera indica), культивируемое в регионах с тропическим и субтропическим климатом по всему свету; основными производителями являются Индия, Китай и Таиланд. Ещё два вида этого рода — Манго душистое (Mangifera odorata) и Манго пахучее (Mangifera foetida) — используются в качестве подвоев при размножении манго индийского окулировкой. В непромышленным масштабах в пищевых целях культивируют и другие виды манго. Некоторые виды манго, — например, Манго сизое (Mangifera caesia), — культивируют как декоративные растения.
Агротехника
Растения рода Mangifera лучше всего растут в условиях тропического муссонного климата, хотя могут переносить и условия субтропиков. Предпочитают солнечные места, защищённые от ветров, и глубокие плодородные почвы. В культуре растения размножают прививками и семенами.

## Виды
Род включает 69 видов, некоторые из них:
- Mangifera altissima Blanco
- Mangifera applanata Kosterm.
- Mangifera caesia Jack — Манго сизое, или Бауно
- Mangifera casturi Kosterm.
- Mangifera decandra Ding Hou
- Mangifera foetida Lour. — Манго пахучее
- Mangifera gedebe Miq.
- Mangifera griffithii Hook.f.
- Mangifera indica L. — Манго индийское
- Mangifera kemanga Blume
- Mangifera lagenifera Griff. — Манго бутылочное
- Mangifera laurina Blume
- Mangifera macrocarpa Blume
- Mangifera odorata Griff. — Манго душистое, или Манго благоухающее, или Квини
- Mangifera pajang Kosterm. — Манго паджанг
- Mangifera pentandra Hook.f.
- Mangifera quadrifida Jack ex Wall.
- Mangifera similis Blume
- Mangifera swintonioides Kosterm.
- Mangifera sylvatica Roxb.
- Mangifera torquenda Kosterm.
- Mangifera zeylanica (Blume) Hook.f.